# Zhu Xudan
Zhu Xudan (chino simplificado: 祝绪丹, chino tradicional: 祝緒丹, pinyin: Zhù Xùdān), es una actriz china.

## Biografía
En el 2010 se unió a la Academia Central de Drama (inglés: "Central Academy of Drama") donde se especializó en artes escénicas.
Es muy buena amiga de las actrices Dai Si y Huang Mengying.

## Carrera
Es miembro de la compañía "Jay Walk Studio". Previamente fue miembro de la compañía "Le.com" por siete meses.
Antes de empezar su carrera como actriz, trabajó como modelo publicitaria.
En enero del 2017 se unió al elenco recurrente de la exitosa serie Eternal Love donde interpretó a la antagonista Xuan Nu, una mujer envidiosa que odia a Bai Qian (Yang Mi).
El 18 de abril del mismo año se unió al elenco principal de la serie Hi Flower donde dio vida a Lu Ruhau, una joven universitaria que hace cualquier cosa para obtener dinero para pagar las deudas que dejaron sus padres luego de morir y los honorarios médicos de su hermano gemelo Lu Siyu (Wang Yuwei), hasta el final de la serie al finalizar la segunda temporada el 22 de mayo del mismo año.
El 24 de abril del mismo año se unió al elenco principal de la serie Painting Heart Expert (画心师) donde interpretó a Cen Huan, hasta el final de la serie el 5 de junio del mismo año.
En febrero del 2018 se unió al elenco recurrente de la serie Negotiator donde dio vida a Shang Bichen, una abogada junior.
En junio del mismo año se unió a elenco recurrente de la serie Sweet Dreams donde interpretó a Zhou Xinyan, una floriculturista en "Flowerplus Florist", hasta el final de la serie el 23 de julio del mismo año. 
En febrero del 2019 se unió al elenco principal de la serie Heavenly Sword and Dragon Slaying Sabre donde dio vida a Zhou Zhiruo, dos protagonistas femeninas. La serie estuvo basada en la novela del mismo nombre del escritor chino Jin Yong.
En el 2020 se unirá al elenco principal de la serie Love in a Fallen City donde interpretará vida a Gu Wanyi, una joven que termina enamorándose del joven general Lu Haoting (Ethan Juan).
Ese mismo año también se anunció que se uniría al elenco principal de la serie Haunted Houses Handbook donde dará vida al oficial de la policía Wu Muqing.
El 10 de septiembre de 2021 se unirá al elenco principal de la serie Cute Programmer (también conocida como "The Programmer is So Cute") donde interpretará a Lu Li.

## Filmografía

### Series de televisión
| Año             | Título                                  | Personaje                                        | Notas        |
| --------------- | --------------------------------------- | ------------------------------------------------ | ------------ |
| TBA             | Do You Want to Marry Me?                | Shen Anruo                                       |              |
| TBA             | First Love                              | Wen Jing                                         |              |
| TBA             | Love in a Fallen City                   | Gu Wanyi                                         |              |
| TBA             | Granting You a Warm Dawnlight           | Feng Nuan                                        |              |
| 2021 - presente | Cute Programmer                         | Lu Li                                            |              |
| 2021            | Miss The Dragon (Yulong)                | Liu Ying / Yuan A'Yu / Feng Chenyue / Gu Qingyan | 36 episodios |
| 2020            | Haunted House Handbook (Psych-Hunter)   | Yuan Muqing                                      | 36 episodios |
| 2019            | Heavenly Sword and Dragon Slaying Sabre | Zhou Zhiruo                                      | 50 episodios |
| 2018            | Sweet Dreams                            | Zhou Xinyan                                      | 49 episodios |
| 2018            | Negotiator                              | Shang Bichen                                     | -            |
| 2017            | Painting Heart Expert                   | Cen Huan                                         | 20 episodios |
| 2017            | Hi Flower                               | Lu Ruhua                                         | 35 episodios |
| 2017            | Eternal Love                            | Xuan Nu                                          | 40 episodios |
| 2016            | The Legend of Yongle Emperor            | Zhang Xixi                                       |              |
| 2016            | Chronicle of Life                       | Rui Min                                          |              |
| 2016            | A Detective Housewife                   | Qiu Shui                                         |              |
| 2016            | 真命天子                                | Yang Muyun                                       |              |
| 2015            | The Ferryman 2                          | Xiao Yu                                          |              |
| 2014            | Wonder Lady 4                           | -                                                |              |
| 2013            | Wo Di Qian Zhuan: Jie Mei               | Xiao Mei                                         |              |

### Películas
| Año  | Título                                | Personaje   | Notas   |
| ---- | ------------------------------------- | ----------- | ------- |
| 2015 | Un Chained (会议终结者)               | Yao Xiaoxi  | (corto) |
| 2015 | Madan's Wet Dream (马旦儿的青春期)    | Xiao Xiao   | (corto) |
| 2015 | Since I Have Been Loving You (同学会) | Shi Haitian | (corto) |
| 2015 | Les Nuits del' Amour (爱神之夜)       | Zhu Zhu     | (corto) |
| 2014 | The City of Lost Souls (晚安，陌生人) | Ella        | (corto) |
| 2014 | Long Tan Dream (龙潭梦)               | Ling'er     | (corto) |

### Programas de variedades
| Año  | Programa                                | Notas                    |
| ---- | --------------------------------------- | ------------------------ |
| 2019 | Actors Please Take Your Place - 5 Years | miembro                  |
| 2019 | Produce Camp 2019                       | (ep. #8) - invitada      |
| 2019 | 乡村合伙人                              |                          |
| 2014 | Miss Star (星姐選舉)                    | (concursante) - ganadora |
| 2014 | Blingbling 校花纪                       |                          |
| 2012 | Crazy For School Beauty (我為校花狂)    | participante             |

### Endorsos
| Año    | Título  | Notas |
| ------ | ------- | ----- |
| 2019 - | Kiehl’s |       |

### Anuncios
| Año  | Título | Notas |
| ---- | ------ | ----- |
| 2020 | Olay   |       |

### Eventos
| Año  | Título                                                  | Notas                                                    |
| ---- | ------------------------------------------------------- | -------------------------------------------------------- |
| 2020 | Jiangsu TV 2020 Spring Festival Gala                    |                                                          |
| 2020 | Hunan TV 2020 Spring Festival Gala                      | (interpretó "The Sound or Falling Snow") - junto a Lu Hu |
| 2020 | Helena Rubinstein Event                                 | en Hangzhou                                              |
| 2019 | CCTV’s New Year Music Concert                           |                                                          |
| 2019 | 2019 Robb Report Best of the Best Gala                  |                                                          |
| 2019 | The 4th Golden Bud Network Film and Television Festival |                                                          |
| 2019 | 2019 Tencent Video Star Awards                          |                                                          |
| 2019 | Cosmopolitan China - 2019 Cosmo Glam Night              |                                                          |

### Revistas / sesiones fotográficas
| Año  | Título                | Notas                                   |
| ---- | --------------------- | --------------------------------------- |
| 2020 | Aida Star             |                                         |
| 2020 | Our Street Style      |                                         |
| 2019 | CAN                   |                                         |
| 2019 | I-Mag                 |                                         |
| 2019 | Ginger China          | (publicación de septiembre)             |
| 2019 | ELLE China            |                                         |
| 2019 | Harper's Bazaar China | junto a Janice Man, Chen Yuqi y Su Qing |
| 2019 | FRONT (风尚周刊)      |                                         |
| 2017 | Robb Report           | [ 13 ]                                  |
| 2014 | 新锐                  |                                         |

## Discografía

### Otras canciones
| Año  | Canción               | Álbum                          | Notas                                                                                     |
| ---- | --------------------- | ------------------------------ | ----------------------------------------------------------------------------------------- |
| 2020 | "Deliberately" (偏偏) | OST de "Eternal Love of Dream" | junto a Jeremy Tsui - (canción interpretada durante el Tencent Video All Star Night 2020) |

## Premios y nominaciones
| Año  | Categoría                 | Premio             | Trabajo | Resultado |
| ---- | ------------------------- | ------------------ | ------- | --------- |
| 2018 | New Generation Idol Award | Instyle Icon Award | -       | Ganó      |